# Бандура Олександра Михайлівна
Олекса́ндра Миха́йлівна Банду́ра (нар. 7 листопада 1917, Гамівка — пом. 4 вересня 2010, Київ) — українська літературознавиця, методистка української літератури; кандидат педагогічних наук з 1956 року. Лауреатка Державної премії УРСР в галузі науки і техніки за 1977 рік. Учасниця німецько-радянської війни.

## Біографія
Народилася 25 жовтня [7 листопада] 1917 року в селі Гамівці (нині Приазовський район Запорізької області, Україна). Учасниця німецько-радянської війни. 1945 року закінчила Київський університет. Учителювала. 
У 1951—1991 роках працювала у Києві в Інституті педагогіки Міністерства освіти УРСР: була молодшою науковою співробітницею; у 1956—1987 роках — старшою науковою співробітницею відділу методики викладання історії української літератури.
Була одружена з видавцем та перекладачем Олександром Бандурою.
Померла у Києві 4 вересня 2010 року.

## Наукова діяльність
Проводила наукові дослідження з таких напрямків:
- проблеми методики викладання української літератури в середній школі,
- питання системного вивчення елементів теорії літератури,
- психолого-педагогічні та методологічні засади міжпредметних зв'язків.

Розробила теорію шкільного підручника з української літератури. Уклала підручники-хрестоматії для учнів 5-го, 6-го, 8-го, 9-го класів середньої школи. Брала участь у складанні програм з української літератури для загальноосвітніх шкіл.
Авторка праць
- Вивчення творчості Леоніда Глібова в школі. — Київ, 1954.
- Василь Стефаник: Літературно-критичний нарис. — Львів, 1956.
- Вивчення творчості Івана Котляревського в школі. — Київ, 1957.
- Мова художнього твору. — Київ, 1964.
- Теорія літератури. — Київ, 1969.
- Вивчення української літератури в п'ятому класі. — Київ, 1972.
- Наукові основи підручника з літератури. — Київ, 1978.
- Вивчення елементів теорії літератури в 4—7 класах. — Київ, 1981.
- Міжпредметні зв'язки в процесі вивчення української літератури. — Київ, 1984.
- Вивчення елементів теорії літератури в 9—11 класах. — Київ, 1989.
- Шкільний підручник з української літератури — Київ, 2001.

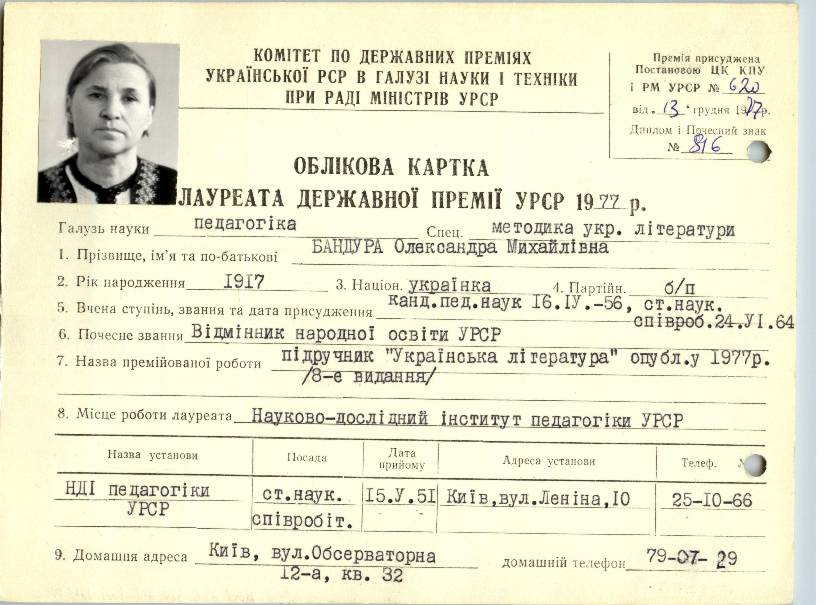
Облікова картка лауреата Державної премії УРСР

Співавторка (разом із Євгенією Маркіянівною Кучеренко) підручника для п'ятого класу «Українська література» (перше видання — 1970 рік), відзначеного 13 грудня 1977 року Державною премією УРСР в галузі науки і техніки .